# 宏图大道站
宏图大道站位于中华人民共和国湖北省武汉市东西湖区，是武汉地铁2号线、3号线与8号线的地铁换乘站。

## 车站概况

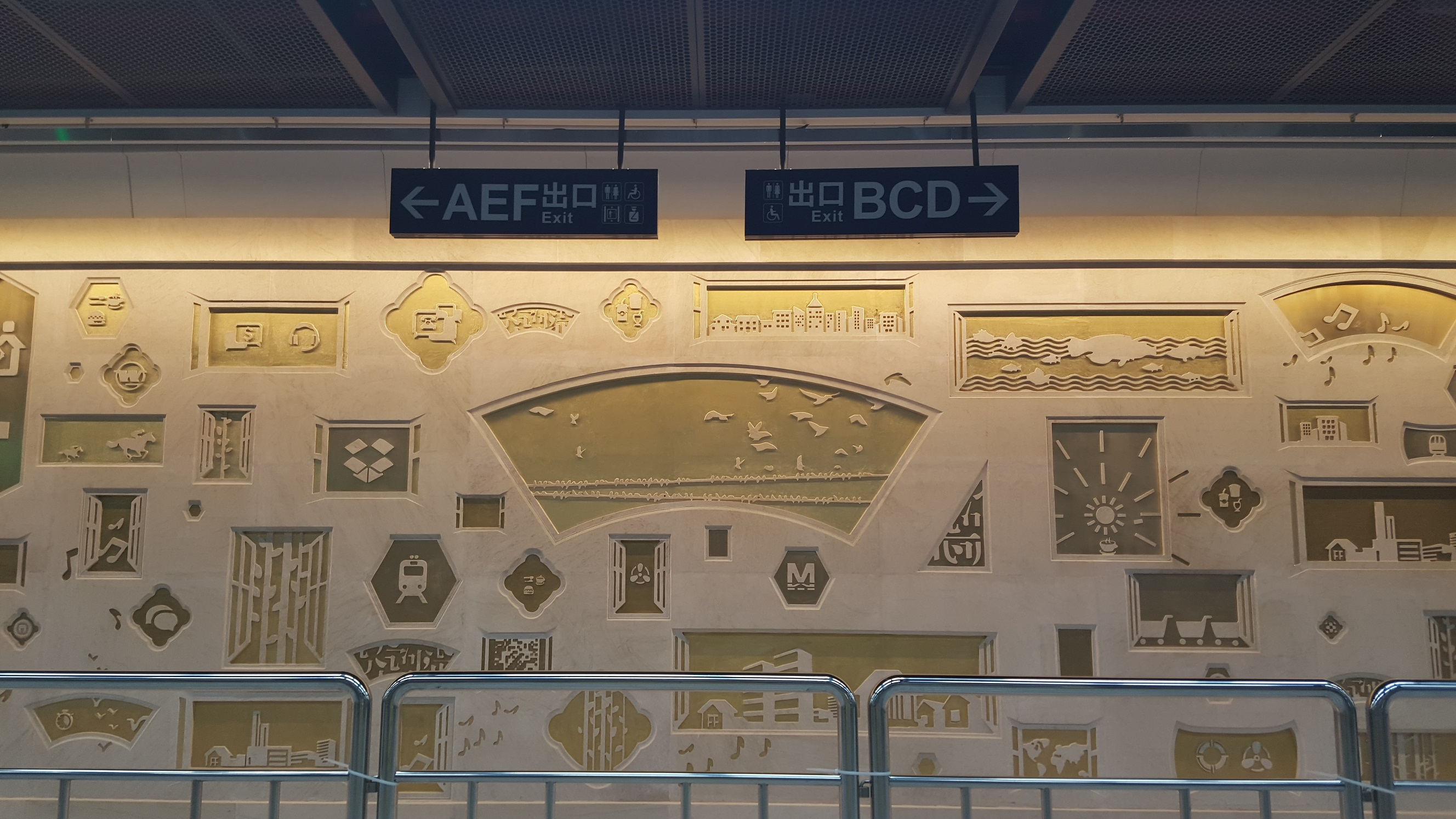
車站藝術牆

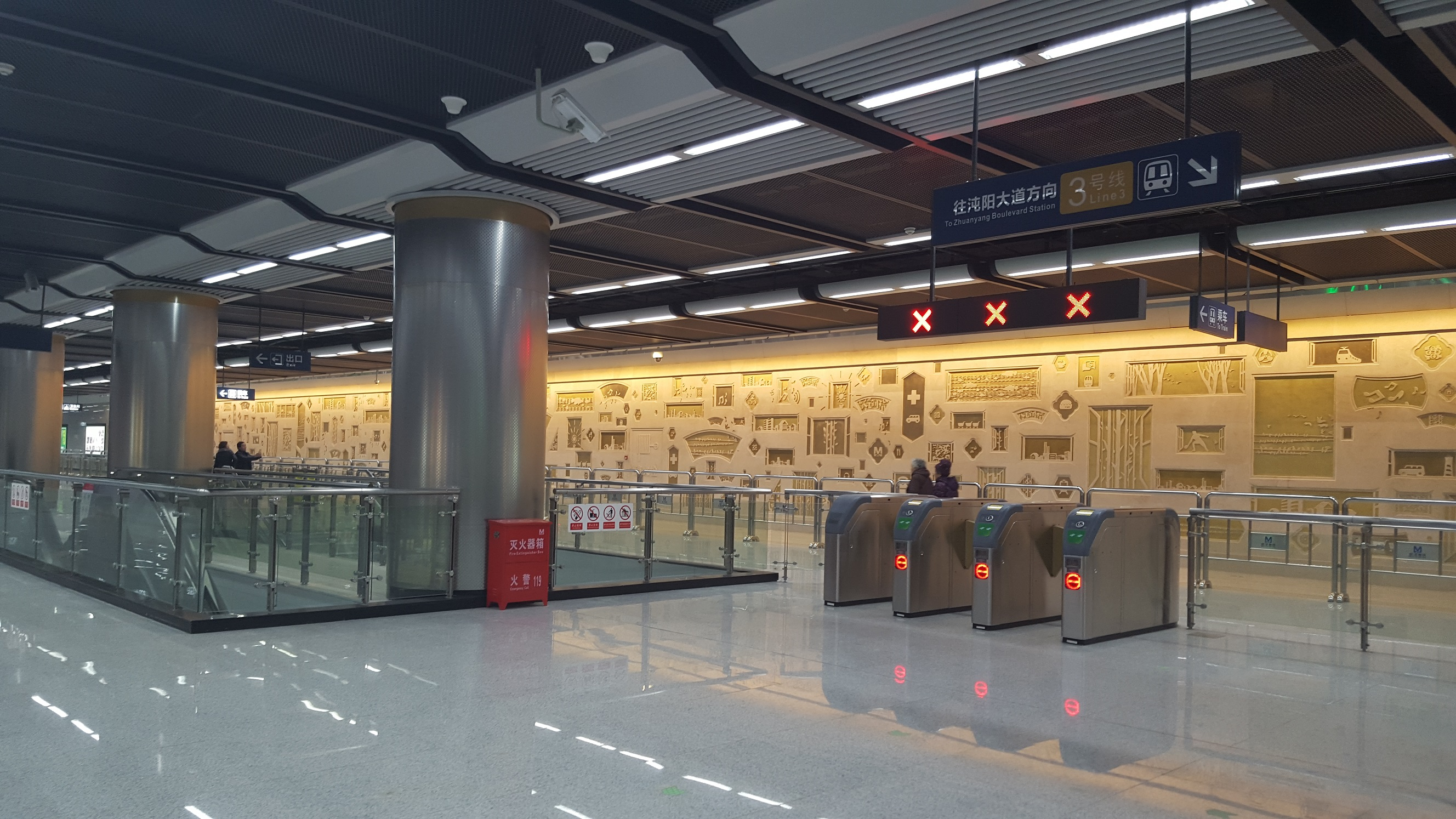
2、3号线站廳

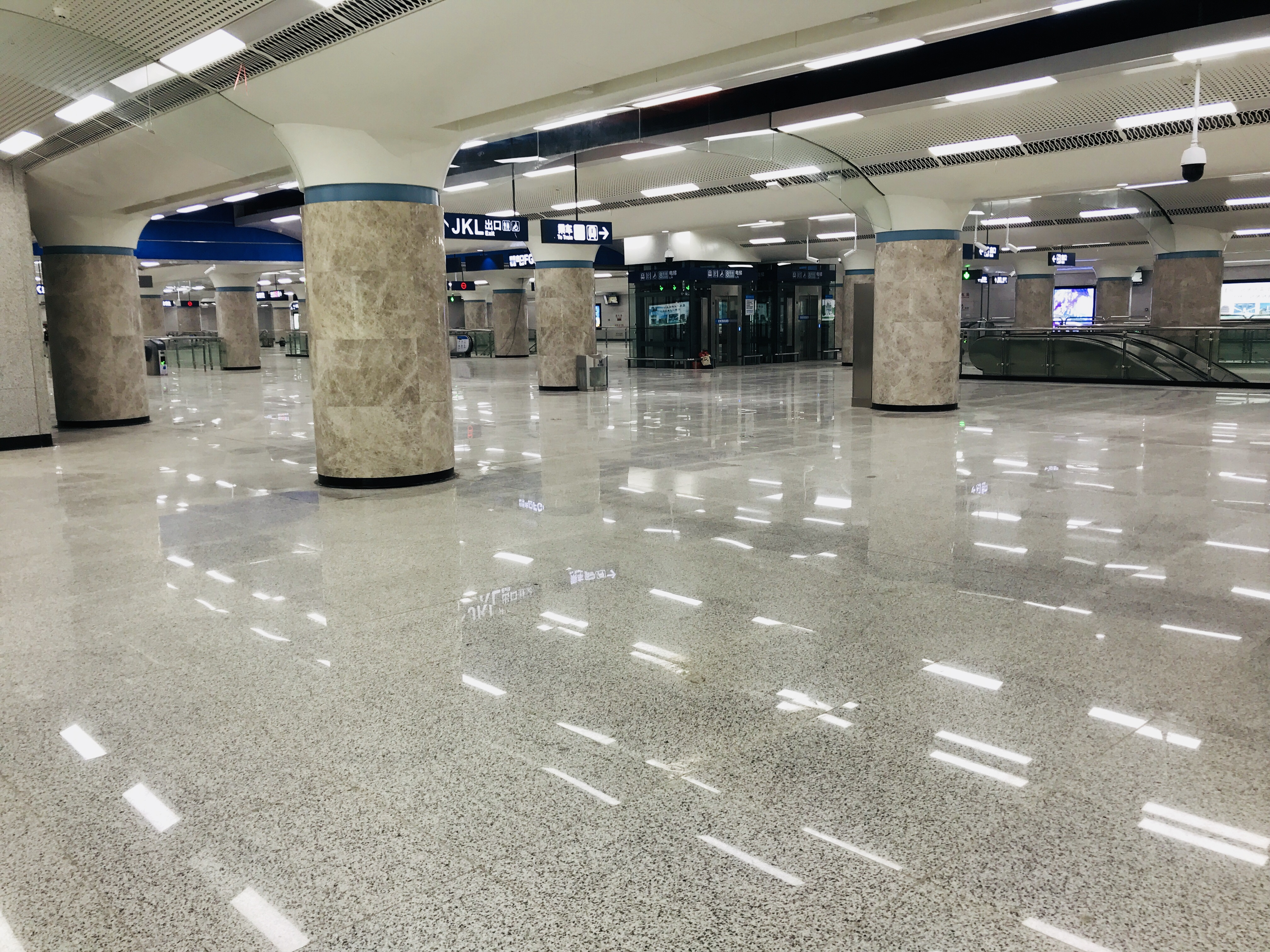
8号线站厅

本站可以视为两个部分：2、3号线车站沿宏图路方向设置；8号线车站设在武汉客厅旁。2、3号线的换乘方式为同向同台换乘，与中南路站相似，站台北侧设有两线的联络线，这使得3号线未来具有直通天河机场的可能；而8号线站台坐落于武汉客厅附近，换乘2、3号线需借助较长距离的换乘通道。
在3号线的早期规划中并无本站，3号线列车驶出三金潭车辆段后直接前往市民之家站。考虑到若增设本站，日后则有望成为2、3、8号线的三线换乘枢纽车站，并且能够辐射附近的海昌极地海洋馆和武汉客厅，遂于3号线全线开建后不久在三金潭车辆段和市民之家站之间增设此站。
由于7号线延期开通，宏图大道站于2017年12月26日取代香港路站（3、6、7号线换乘站）成为武汉地铁系统中的首个三线换乘车站。
本站虽然名为“宏图大道”，但是本站所在道路的名称并非宏图大道，而是宏图路，而且武汉市内也没有名为宏图大道的街道。

### 图片集
- 站台左侧为3号线，右侧为2号线
- 换乘通道（8号线前往2、3号线）
- 下沉广场
- 3號線立體站名
- 8號線立體站名

### 楼层分布
| 地面      |                                                | 地鐵出入口                                               |  |
| 地下 一層 | 站廳層                                         | 2、3号线：票務服務、售票机、武汉通充值、客服中心、洗手間 |  |
| 地下 一層 | 站廳層                                         | 换乘通道                                                 |  |
| 地下 一層 | 站廳層                                         | 8号线：票務服務、售票机、武汉通充值、客服中心、洗手間    |  |
| 地下 二層 |                                                | █ 2号线列車往天河機場（盤龍城站）                        |  |
| 地下 二層 | 島式月台，2號線左邊車門、3號線右邊車門將會開啟 |                                                          |  |
| 地下 二層 | █ 3号线列車清客站臺（不開放上車）              |                                                          |  |
| 地下 二層 | █ 3号线列車往沌陽大道（市民之家站）            |                                                          |  |
| 地下 二層 | 島式月台，3號線右邊車門、2號線左邊車門將會開啟 |                                                          |  |
| 地下 二層 | █ 2号线列車往佛祖嶺（常青城站）                |                                                          |  |
| 地下 三層 |                                                | █ 8号线列車往金潭路（金潭路站）                          |  |
| 地下 三層 | 島式月台，左邊車門將會開啟                     |                                                          |  |
| 地下 三層 | █ 8号线列車往军运村（塔子湖站）                |                                                          |  |

### 車站出口
|                                                 |      |      | |
|                                                 |      |      | |
|                                                 |      |      | |
| 出口編號                                        | 設施 | 照片 | 建議前往的目的地 |
| A                                               |      |      | 宏圖路 金銀潭大道、卓爾萬豪國際酒店、中國文化博覽中心                                                                   |
| B                                               |      |      | 宏圖路 銀潭路、美食博物館、武漢冰山工業園、萊特紙張油墨管材市場                                                         |
| C                                               |      |      | 宏圖路 銀潭路、悅居公寓酒店                                                                                             |
| D                                               |      |      | 宏圖路 銀潭路、武漢市鍋爐壓力容器檢驗研究所、武漢市特種設備監督檢驗所、金銀潭現代企業城、團結激光工業園、天緃．半島藍灣 |
| E                                               |      |      | 宏圖路 |
| F₁                                              |      |      | 金銀潭大道 宏圖路、武漢極地海洋世界                                                                                     |
| F₂                                              |      |      | 金銀潭大道 宏圖路、武漢極地海洋世界                                                                                     |
| G                                               |      |      | 金銀潭大道 宏圖路、武漢客廳、保利．公園家                                                                               |
| H                                               |      |      | 金銀潭大道 宏圖路、武汉客厅艺术大厦、武汉客厅文化博览中心、武漢市醫療救治中心、臨空1號                                  |
| J                                               |      |      | 金銀潭大道 宏圖路、武汉客厅                                                                                             |
| K                                               |      |      | 金銀潭大道 宏圖路、武汉客厅                                                                                             |
| L                                               |      |      | 金銀潭大道 宏圖路、武漢客廳、卓爾萬豪國際酒店                                                                           |
| 注： 設有升降機 \| 設有輪椅升降台 \| 設有洗手間 |      |      | |

## 邻近地区
武汉客厅、海昌极地海洋公园、武汉市金银潭医院、东风扬子江汽车（武汉）有限责任公司、金银潭现代企业城

### 内部链接
- 武汉地铁车站列表